# Bailliage de Romont
1240–1536
Entités précédentes :
- Seigneurie de Billens

Entités suivantes :
- Bailliage de Romont

1536–1798
Entités précédentes :
- Châtellenie de Romont

Entités suivantes :
- Canton de Sarine et Broye

La châtellenie de Romont est une châtellenie savoyarde créée en 1240. Fribourg s'en empare en 1536 et la transforme en bailliage de Romont. Le bailliage est supprimé en 1798.

## Histoire
En 1248, Pierre de Vilar cède ses terres de Torny-Pittet à Pierre de Savoie, qui les lui remet en fief.
En 1262, Pierre II de Savoie achète aux seigneurs d'Écublens Chavannes-les-Forts, ainsi que leurs terres situées à Siviriez, Sommentier et Villaraboud,. Ces terres font ensuite partie de la châtellenie de Romont.
Torny-le-Grand fait partie du domaine direct du comte de Savoie depuis au moins 1272, mais le village deviens une seigneurie en 1360.
La seigneurie de Grangettes (composée des villages de Grangettes, Estévenens et Le Châtelard) dépend de la châtellenie depuis 1278 au moins.
En 1439, La Châtellenie de Romont est érigé en comté par le duc de Savoie Amédée VIII par testament, ceci en faveur de Humbert de Savoie dit le bâtard.

### Les comtes de Romont
Le titre de comte de Romont fait partie du titulaire de la maison de Savoie, d'abord des comtes de Savoie, puis des ducs de Savoie, ensuite des rois de Sardaigne et des rois d'Italie ceci jusqu'en 1946. 
À partir de 1240 et jusqu'en 1268, Pierre II de Savoie dit le « petit charlemagne », porte le titre de « seigneur de Moudon et de Romont ». La note [781] correspondant à un acte de juin 1240 du Régeste genevois indique « l'acte par lequel Pierre, frère du comte de Savoie et comte de Romont, reçoit... », mais la mention est incorrect puisque le titre n'existe pas encore.
En 1439, Amédée VIII de Savoie, dans son testament, récompense son demi-frère, Humbert de Savoie dit le « Bâtard de Savoie », en érigeant la seigneurie et le mandement de Romont en comté,. Humbert devient ainsi comte de Romont, « in patria Vuaudi ».
- 1460 - 1486 : Jacques de Savoie, comte de Romont et seigneur de Vaud[12]
- ? - ? : Charles Ier de Savoie
- ? - ? : Charles-Jean-Amédée de Savoie (aussi appelé Charles II)
- ? - ? : Philibert II de Savoie
- ? - ? : Emmanuel-Philibert de Savoie

## Châtellenie
Les châtelains sont les suivants :
- 1308 : Jacques de Châtonnaye[13] ;
- 1359 : Guillaume de Dompierre[14] ;
- 1456 : François Berlat[15]
- 1458 : François Musy[16] ;
- 1518 - 1529 : Bernard Musi (avéré en 1518-1522-1524-1528-1529)[16] ;
- 1525 : Muzy[17] ?
- ?-1540 : Humbert Seigneux[18] ; à partir de 1540, la maison de VIlle est reconnu en faveur de Fribourg.

## Baillis de Fribourg
Les baillis sont les suivants :
- 1536-1540 : Jean Schneuwlin[18] ;
- 1541-1546 : Guillaume Chesaulx ;
- 1546-1549 : Guillaume de Praroman
- 1549-1552 : Jacques Fégely
- 1552-1557 : Pierre Gribolet
- 1557-1562 : Rodolphe Waeber
- 1562-1567 : Balthasar Gerwer (Gerffer)
- 1567-1572 : Jost Sappin
- 1572-1576 : François de Gléresse[20] ;
- 1576-1579 : Jacob Werly[21] ;
- 1579-1587 : Louis Griset[21]
- 1584-1589 : Nicolas de Diesbach[22] ;
- 1589-1594 : Simon Alex
- 1594-1599 : Jean Gerwer (Gerffer)
- 1599-1604 : Jean Ammann
- 1604-1609 : Antoine Meyer
- 1609-1614 : Jean-Roch de Diesbach
- 1614-1619 : Jean Gottrau (le Jeune)
- 1619-1624 : Jean-Daniel de Montenach[23] ;
- 1624-1629 : Jean-Jacques Techtermann
- 1629-1634 : Nicolas de Praroman
- 1634-1639 : François-Antoine Vonderweid
- 1639-1643 : Jean Reynault
- 1643-1648 : François-Pierre Gottrau[24] ;
- 1648-1653 : Jost Wild
- 1653-1658 : François-Pierre d'Affry[25] ;
- 1658-1663 : Jost de Diesbach
- 1663-1668 : Béat-Louis Lenzburger
- 1668-1673 : Jean-Antoine de Montenach
- 1673-1678 : Jean-Nicolas de Montenach
- 1678-1683 : Jean Odet
- 1683-1688 : Joseph Techterman
- 1688-1693 : François-Nicolas de Fégely[26] ;
- 1693-1698 : Rodolphe Weck
- 1698-1703 : Ulrich Python
- 1703-1708 : Jean-Nicolas Werli
- 1708-1713 : Peterman-Alexis Vonderweid
- 1713-1718 : Jean-Antoine Lenzburger
- 1718-1724 : Protais Kessler
- 1724-1729 : François-Joseph-Nicolas d'Alt[27] ;
- 1729-1734 : Jean-Antoine-Béat-Louis de Praroman
- 1734-1739 : Jean-Nicolas-Albert de Fégely
- 1739-1744 : Jean-Emmanuel Vonderweid
- 1744-1749 : Georges-Nicolas de Reyff
- 1749-1754 : François-Joseph Gottrau
- 1754-1759 : François-Joseph Gady
- 1759-1764: Georges-Antoine Chollet[28] ;
- 1764-1769 : Jean Pierre Joseph d'Appenthel[29] ;
- 1769-1774 : Nicolas Chollet
- 1774-1779 : Baron François-Jacques-Mathieu-Philippe-Nicolas d'Alt
- 1779-1784 : François-Philippe de Reynold
- 1794-1786 : Bernard d'Ammann
- 1786-1788 : Pierre-Nicolas-Martin de Gady (subst.)
- 1788-1794 : Pierre-Louis d'Odet (d'Orsonnens)
- 1794-1798 : Nicolas-Albert-Blaise de Gottrau

### Ouvrages
- Florian Defferrard, La maison et l'homme: Histoire sociale de Romont au Moyen Âge, Édition Alphil, 2016